# Bói toán
Bói toán, hay còn gọi là tiên tri là sự cố gắng biết được thông tin về một câu hỏi hoặc tình huống thông qua các nghi lễ hoặc thực hành siêu hình. Về nguyên tắc, phạm vi của bói toán đồng nhất với việc thực hành bói toán. Sự khác biệt là bói toán là thuật ngữ được sử dụng cho các dự đoán được coi là một phần của nghi lễ tôn giáo, cầu khẩn các vị thần hoặc linh hồn, trong khi thuật ngữ bói toán ngụ ý một bối cảnh ít nghiêm túc hoặc trang trọng hơn, thậm chí là một trong những nền văn hóa đại chúng, nơi niềm tin vào những điều huyền bí hoạt động đằng sau dự đoán. ít nổi bật hơn so với khái niệm gợi ý, lời khuyên hoặc khẳng định tinh thần hoặc thực tế.
Về mặt lịch sử, Pliny the Elder mô tả việc sử dụng quả cầu pha lê vào thế kỷ thứ 1 sau Công nguyên bởi những người đánh răng ("orbis tinh thể", sau này được viết bằng tiếng Latinh thời Trung cổ bởi những người ghi chép là orbuculum).
Hình ảnh bói toán đương đại của phương Tây phát triển từ sự tiếp nhận theo phương pháp dân gian đối với phép thuật thời Phục hưng, đặc biệt gắn liền với người Romani. Trong suốt thế kỷ 19 và 20, các phương pháp bói toán từ các nền văn hóa không phải phương Tây, chẳng hạn như Kinh Dịch, cũng được áp dụng như các phương pháp bói toán trong văn hóa đại chúng phương Tây.
Một số ví dụ của việc bói toán trong văn hóa đại chúng là Magic 8-Ball được bán như một món đồ chơi của Mattel, hoặc Paul II, một con bạch tuộc ở Sea Life Thủy cung ở Oberhausen dùng để dự đoán kết quả các trận đấu của đội tuyển bóng đá quốc gia Đức.
Xem bói thường bị phản đối bởi Cơ đốc giáo, Hồi giáo, Baháʼísm và Do Thái giáo dựa trên những điều cấm trong kinh thánh đối với việc bói toán. Ngoài ra, bói bị cộng đồng khoa học và những người hoài nghi khoa học bác bỏ vì dựa trên tư duy ma thuật và mê tín.

## Lịch sử

### Thời cổ đại
Vào năm 332 TCN, Alexander Đại đế đã ghé thăm đền thờ Amun tại Oasis Siwa sau khi ông đã chinh phục Ai Cập từ đất nước Ba Tư.

## Xã hội học
Bói toán Romani. Bản khắc gỗ ở Cosmographia universalis của Sebastian Münster.
Các thầy bói phương Tây thường cố gắng dự đoán về các vấn đề như tình cảm, tài chính và triển vọng sinh con trong tương lai. Nhiều thầy bói cũng sẽ cho "đọc nhân vật". Đây có thể sử dụng số học, bút tướng pháp, thuật xem tướng (nếu chủ đề là hiện tại), và chiêm tinh học.
Trong văn hóa phương Tây đương đại, thầy bói thường la nữ hơn là nam. Một số thầy bói duy trì mối quan hệ lâu dài với độc giả cá nhân của họ. Tư vấn với các nhà tâm linh học qua điện thoại ngày càng phổ biến trong những năm 1990, và đến những năm 2010, các phương pháp liên lạc bổ sung như email và hội nghị truyền hình cũng trở nên rộng rãi, nhưng không có phương pháp nào thay thế hoàn toàn các phương pháp tư vấn trực tiếp truyền thống.

## Là một doanh nghiệp ở Bắc Mỹ
Thầy bói tâm linh trước cửa hàng ở Boston bàn về vai trò của bói toán trong xã hội, Ronald H. Isaacs, một giáo sĩ Do Thái và tác giả người Mỹ, đã nhận định, "Từ thời xa xưa, con người đã khao khát biết được điều mà tương lai nắm giữ cho họ. kể như một nghề chân chính, loài người tiếp tục tò mò về tương lai của mình, cả vì tò mò cũng như vì mong muốn chuẩn bị tốt hơn cho nó. "  Các phương tiện truyền thông nổi tiếng như The New York Times đã giải thích với độc giả Mỹ của họ rằng mặc dù 5000 năm trước, những người đánh răng là cố vấn được đánh giá cao đối với người Assyria, nhưng họ đã đánh mất sự tôn trọng và tôn kính trong thời kỳ trỗi dậy của Lý trí vào thế kỷ 17 và 18.
Theo các nhà xã hội học Danny L. và Lin Jorgensen, với sự trỗi dậy của chủ nghĩa thương mại, "việc mua bán các thực hành huyền bí [thích ứng để tồn tại] trong xã hội lớn hơn".  Ken Feingold, nhà văn của cuốn "Nghệ thuật tương tác khi bói toán như một cỗ máy bán hàng tự động", tuyên bố rằng với sự phát minh ra tiền, bói toán đã trở thành "một dịch vụ tư nhân, một thứ hàng hóa trên thị trường".
Như J. Peder Zane đã viết trên tờ The New York Times vào năm 1994, đề cập đến Mạng lưới những người bạn ngoại cảm, "Cho dù đó là 3 giờ chiều hay 3 giờ sáng, có Dionne Warwick và những người bạn tâm linh của cô ấy bán những lời khuyên về tình yêu, tiền bạc và thành công. Ở một quốc gia nơi sức mạnh của những viên pha lê và khả năng các thiên thần bay lượn gần đó gợi nhiều suy ngẫm hơn là chế giễu, có thể không ngạc nhiên khi một triệu người mỗi năm gọi là bạn của bà Warwick. "

### Khách hàng
Năm 1994, cố vấn tâm linh Rosanna Rogers ở Cleveland, Ohio, giải thích với J. Peder Zane rằng có rất nhiều người đã hỏi ý kiến bà: "Những người nằm lười trên sofa không phải là người duy nhất tìm kiếm lời khuyên của các nhà tâm linh học và chiêm tinh học. Các nhà thấu thị có một công việc kinh doanh phát triển vượt bậc là tư vấn cho các chủ ngân hàng Philadelphia, luật sư Hollywood và giám đốc điều hành của các công ty trong danh sách Fortune 500... Nếu mọi người biết bao nhiêu người, đặc biệt là những người rất giàu và quyền lực, tìm đến các nhà ngoại cảm, thì hàm của họ sẽ rớt xuống sàn."  Rogers "tuyên bố có 4.000 tên trong rolodex của cô ấy."
Janet Lee, còn được gọi là nhà ngoại cảm Greenwich, tuyên bố rằng khách hàng của cô thường bao gồm các nhà môi giới Phố Wall, những người đang tìm kiếm bất kỳ lợi thế nào mà họ có thể nhận được. Phí thông thường của cô là khoảng 150 đô la cho một phiên nhưng một số khách hàng sẽ trả từ 2,000 đến 9,000 đô la mỗi tháng để cô có mặt 24 giờ một ngày để tư vấn.

### Khách hàng tiêu biểu
Năm 1982, Danny Jorgensen, giáo sư Nghiên cứu Tôn giáo tại Đại học Nam Florida đã đưa ra lời giải thích tâm linh về sự phổ biến của bói toán. Ông nói rằng mọi người đến thăm các nhà ngoại cảm hoặc thầy bói để hiểu rõ bản thân, và kiến thức sẽ dẫn đến quyền lực cá nhân hoặc thành công trong một số khía cạnh của cuộc sống.

Năm 1995, Ken Feingold đưa ra một lời giải thích khác về lý do tại sao mọi người tìm đến thầy bói:
Chúng tôi mong muốn biết hành động của người khác và giải quyết các xung đột của chính chúng tôi liên quan đến các quyết định được đưa ra và sự tham gia của chúng tôi vào các nhóm xã hội và nền kinh tế.... Bói toán dường như đã xuất hiện từ việc chúng ta biết về cái chết không thể tránh khỏi. Ý tưởng rất rõ ràng - chúng tôi biết rằng thời gian của chúng tôi là có hạn và chúng tôi muốn mọi thứ trong cuộc sống của chúng tôi diễn ra theo đúng mong muốn của chúng tôi. Nhận ra rằng những mong muốn của chúng ta có ít sức mạnh, chúng ta đã tìm kiếm công nghệ để đạt được kiến thức về tương lai... giành được quyền lực đối với [cuộc sống] của chính chúng ta.
Cuối cùng, lý do khiến một người tham khảo ý kiến của một nhà bói toán hoặc thầy bói phụ thuộc vào văn hóa và kỳ vọng cá nhân.

### Dịch vụ
Các thầy bói truyền thống khác nhau về phương pháp luận, thường sử dụng các kỹ thuật đã có từ lâu trong nền văn hóa của họ và do đó đáp ứng được những mong đợi về văn hóa của khách hàng của họ.
Ở Hoa Kỳ và Canada, trong số những khách hàng có nguồn gốc châu Âu, xem bói tay là phổ biến, cùng với chiêm tinh học và đọc bài tarot, lời khuyên thường được đưa ra về các vấn đề cụ thể đang vây lấy khách hàng.
Hướng dẫn tâm linh phi tôn giáo cũng có thể được cung cấp. Một nhà thấu thị người Mỹ tên là Catherine Adams đã viết, "Triết lý của tôi là dạy và thực hành tự do tinh thần, có nghĩa là bạn có hướng dẫn tinh thần của riêng mình, mà tôi có thể giúp bạn liên lạc."
Trong cộng đồng người Mỹ gốc Phi, nơi nhiều người thực hành một hình thức ma thuật dân gian gọi là hoodoo hoặc rootworking, một buổi xem bói hoặc "đọc" cho khách hàng có thể được thực hiện theo hướng dẫn thực hành trong việc làm phép và cầu nguyện Cơ đốc, thông qua một quá trình được gọi là "huấn luyện kỳ diệu".
Ngoài việc chia sẻ và giải thích tầm nhìn của họ, các thầy bói cũng có thể hoạt động như những nhà tư vấn bằng cách thảo luận và đưa ra lời khuyên về các vấn đề của khách hàng. Họ muốn khách hàng của họ thực hiện sức mạnh ý chí của họ.

### Sự nghiệp toàn thời gian
Một cửa hàng bói toán trên lối đi lát ván ở Bãi biển Point Pleasant, New Jersey Một số thầy bói hỗ trợ hoàn toàn cho công việc kinh doanh bói toán của họ; những người khác giữ một hoặc nhiều công việc, và công việc thứ hai của họ có thể có hoặc không liên quan đến nghề bói toán. Năm 1982, Danny L. và Lin Jorgensen phát hiện ra rằng "mặc dù có sự khác biệt đáng kể giữa các nghề [phụ] này, nhưng [thầy bói bán thời gian] lại đại diện quá mức trong các lĩnh vực dịch vụ con người: tư vấn, công tác xã hội, giảng dạy, chăm sóc sức khỏe.. "  Cũng các tác giả này, thực hiện một cuộc khảo sát hạn chế về các nhà thần học Bắc Mỹ, phát hiện ra rằng phần lớn các thầy bói đã kết hôn và có con, và một số ít lấy bằng sau đại học.  "Họ tham gia các bộ phim, xem truyền hình, làm những công việc bình thường, mua sắm ở K-Mart, đôi khi ăn ở McDonald's, và đến bệnh viện khi ốm nặng."

### Tính hợp pháp
Năm 1982, các nhà xã hội học Danny L. và Lin Jorgensen nhận thấy rằng, "khi hợp lý, [các thầy bói] tuân thủ luật pháp địa phương và mua giấy phép kinh doanh." Tuy nhiên, tại Hoa Kỳ, nhiều luật địa phương và tiểu bang hạn chế việc xem bói, yêu cầu cấp giấy phép hoặc liên kết của các thầy bói, hoặc dùng thuật ngữ "cố vấn tâm linh" hoặc "nhà tư vấn tâm linh thay vì "thầy bói" . Ngoài ra, một số tiểu bang có luật cấm hành nghề hoàn toàn.

Ví dụ, bói toán là một tội nhẹ hạng B ở bang New York. Theo luật của Bang New York, S 165.35:
Một người phạm tội bói toán khi, với một khoản phí hoặc tiền bồi thường mà anh ta trực tiếp hoặc gián tiếp gạ gẫm hoặc nhận được, anh ta tuyên bố hoặc giả vờ nói về vận may, hoặc tự cho mình là có thể, bằng cách tuyên bố hoặc giả vờ sử dụng quyền năng huyền bí, để trả lời. câu hỏi hoặc đưa ra lời khuyên về các vấn đề cá nhân hoặc để thực hiện, tác động hoặc ảnh hưởng đến các linh hồn hoặc lời nguyền ác quỷ; ngoại trừ phần này không áp dụng cho một người tham gia vào các hành vi đã nêu ở trên như một phần của chương trình hoặc triển lãm chỉ với mục đích giải trí hoặc tiêu khiển.
Các nhà lập pháp đã viết quy chế này thừa nhận rằng các thầy bói không giới hạn bản thân trong "một buổi trình diễn hoặc triển lãm chỉ nhằm mục đích giải trí hoặc giải trí" và mọi người sẽ tiếp tục tìm đến các thầy bói mặc dù các thầy bói hoạt động vi phạm pháp luật.
Tương tự như vậy, ở New Zealand, Mục 16 của Đạo luật về các tội danh tóm tắt năm 1981 đưa ra hình phạt một nghìn đô la cho bất kỳ ai đặt ra mục đích "lừa dối hoặc giả vờ" để nhận lại tài chính rằng họ có thần giao cách cảm hoặc khả năng thấu thị hoặc hoạt động như một phương tiện kiếm tiền thông qua việc sử dụng "thiết bị gian lận." Tuy nhiên, cũng như luật New York được trích dẫn ở trên, nó không phải là tội hình sự nếu nó chỉ nhằm mục đích giải trí.
Ả-rập Xê-út cũng cấm hoàn toàn tục lệ này, coi bói là một phép thuật và do đó trái với giáo huấn và luật học Hồi giáo. Nó đã bị trừng phạt bằng cái chết.